# Grünibis
Der Grünibis oder auch Cayenneibis (Mesembrinibis cayennensis) ist ein mittel- und südamerikanischer Vogel aus der Familie der Ibisse und Löffler. Er steht in der monotypischen Gattung Mesembrinibis.

## Aussehen
Der Grünibis erreicht eine Körperlänge von 48 bis 58 cm, das Gewicht liegt zwischen 715 und 785 g. Das Gefieder und der gekrümmte Schnabel sind schwarz mit einem grün-metallischen Schimmer, der je nach Lichtverhältnissen mehr oder weniger stark ausgeprägt sein kann. Die Beine sind dunkelgrau. 
Es gibt keinen ausgeprägten Geschlechtsdimorphismus. Das Gefieder der Jungvögel ist deutlich stumpfer gefärbt, ohne den metallischen Glanz.

## Verbreitung und Bestand
Der Grünibis ist in Süd- und Mittelamerika beheimatet. Er kommt vor in Nicaragua, Honduras, Costa Rica, Panama, Kolumbien, Venezuela, Guayana, in den östlichen Landesteilen von Ecuador, Bolivien und Peru, in fast ganz Brasilien bis hin nach Paraguay und Nordost-Argentinien.
Nach IUCN gibt es weltweit 50.000 bis 100.000 Brutpaare, die Art ist als nicht gefährdet eingestuft.

## Lebensraum

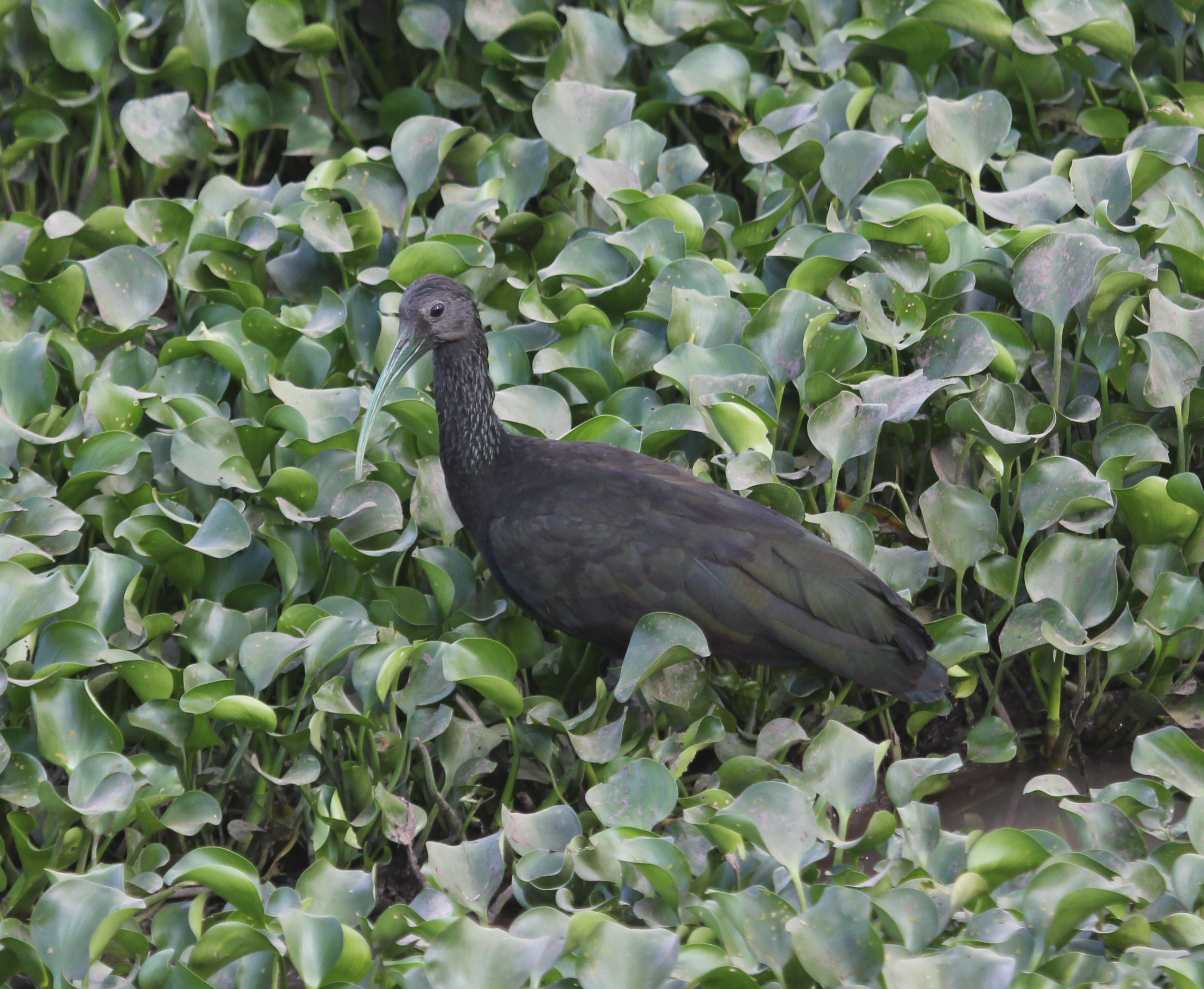
Grünibis im Pantanal

Der Grünibis bevorzugt bewaldete und feuchte Biotope, Mangrovensümpfe, Fluss- und Seeufer, auch offenes Grasland in Waldnähe.

## Ernährung
Die Nahrung des Grünibisses besteht aus Insekten und deren Larven, Würmern und Schnecken, hat aber auch pflanzliche Anteile. Zur Nahrungssuche stochert er mit seinem Schnabel im weichen Boden oder auch im Flachwasser. Manchmal hat er dabei auch die Flügel aufgespannt, möglicherweise um die Sicht zu verbessern. 

## Fortpflanzung
Der Grünibis brütet nicht in Kolonien. Die Einzelnester werden auf hohen Bäumen, häufig über Wasserflächen, gebaut. Als Nestbaumaterial werden Zweige verwendet, zur Auspolsterung Gras und Blätter. Das Gelege besteht aus 2 bis 4 Eiern. Die Jungvögel werden in 23 bis 27 Tagen flügge.

## Etymologie und Forschungsgeschichte
Die Erstbeschreibung des Grünibis erfolgte 1789 durch Johann Friedrich Gmelin unter dem wissenschaftlichen Namen Tantalus cayennensis. Als Verbreitungsgebiet gab er Cayenne an. 1930 führte James Lee Peters die Gattung Mesembrinibis ein. Der Begriff leitet sich vom griechischen μεσημβρινος, μεσημβρια mesēmbrinos, mesēmbria für südlich, Süden und ιβιδος, ιβιος ibis, ibios bzw. lateinisch ibidos ‚Ibis‘ ab. Der Artname »cayennensis« bezieht sich auf das genannte Verbreitungsgebiet. Alfred Laubmann konnte mit Harpiprion cayennensis Salvadori, 1895 nur ein von Alfredo Borelli (1858–1943) in Paraguay gesammeltes Exemplar identifizieren und ging somit davon aus, dass die Art im Land sehr selten vorkomme.